# Pseudosasa brevivaginata
Pseudosasa brevivaginata là một loài thực vật có hoa trong họ Hòa thảo. Loài này được G.H.Lai mô tả khoa học đầu tiên năm 2001.